# Senior park
Skupina Senior Park, sdružující české obchodní společnosti, v jejichž čele stojí Senior Park a.s., provozuje síť bezbariérových komplexů pro seniory, osoby se sníženou schopností pohybu a vozíčkáře. Společnost založil v roce 2006 Jaroslav Plesník s cílem vytvořit domov pro své rodiče.  
V roce 2007 byl dokončen první Senior Park v Luštěnicích a v současné době je v provozu celkem 6 areálů v různých lokalitách České republiky. Patří tak mezi poskytovatele alternativního bydlení a služeb pro seniory a osoby se sníženou schopností pohybu v České republice. 

## Alternativní bydlení pro seniory
Senior Park je alternativou k domovům pro seniory či domovům s pečovatelskou službou. Starším osobám zajišťuje ubytování a potřebný servis, ale v několika věcech se od nich liší. Především se nejedná o poskytovatele sociálních služeb. Sociální služby zajišťují terénní sociální služby.Obyvatelům nabízí bydlení v samostatných bytech. Senioři mohou přijímat návštěvy, které mohou přespat. V Senior Parku není pevný režim areálu.   

## Služby
Senior Park cílí především na klienty, kteří chtějí bydlet mimo domovy pro seniory.Bydlení není určeno osobám s duševním onemocněním nebo třeba s významnou poruchou osobnosti spojenou s Alzheimerovou nemocí. Nevhodné je bydlení také pro osoby závislé na návykových látkách, osoby s rysy nesnášenlivosti, konfliktního či asociálního chování, které se neslučuje s bydlením v komunitě obyvatel Senior Parku. 
Nejedná se o stravovací zařízení, obyvatelé si obědy zajišťují sami. 
Personál pravidelně připravuje program složený z koncertů, besed, oslav, ale také i výletů. 

## Senior Parky
- Sokoleč u Poděbrad
- Hrádek nad Nisou
- Rychvald u Ostravy
- Luštěnice
- Medlov u Brna
- Kunice
- Hlušovice u Olomouce – ve výstavbě